# Heiligenküppel
Der Heiligenküppel ist ein 546 m ü. NHN hoher Berg im Spessart im hessischen Main-Kinzig-Kreis in Deutschland. Wegen seiner geringen Dominanz (1 km) und Schartenhöhe (28 m) kann der Heiligenküppel als Nebengipfel der Hermannskoppe angesehen werden.

## Beschreibung
Der Heiligenküppel liegt zwischen den Orten Lohrhaupten und Frammersbach, links und östlich der Lohr, im Lohrhauptener Gemeindewald. Im Tal südlich des Berges entspringt der Sperkelbach. Im Osten geht er flach zur etwa einen Kilometer entfernten Hermannskoppe (567 m ü. NHN) über. Nördlich wird der Heiligenküppel durch das Gemündener Tal begrenzt.